# French Hill (Politiker)

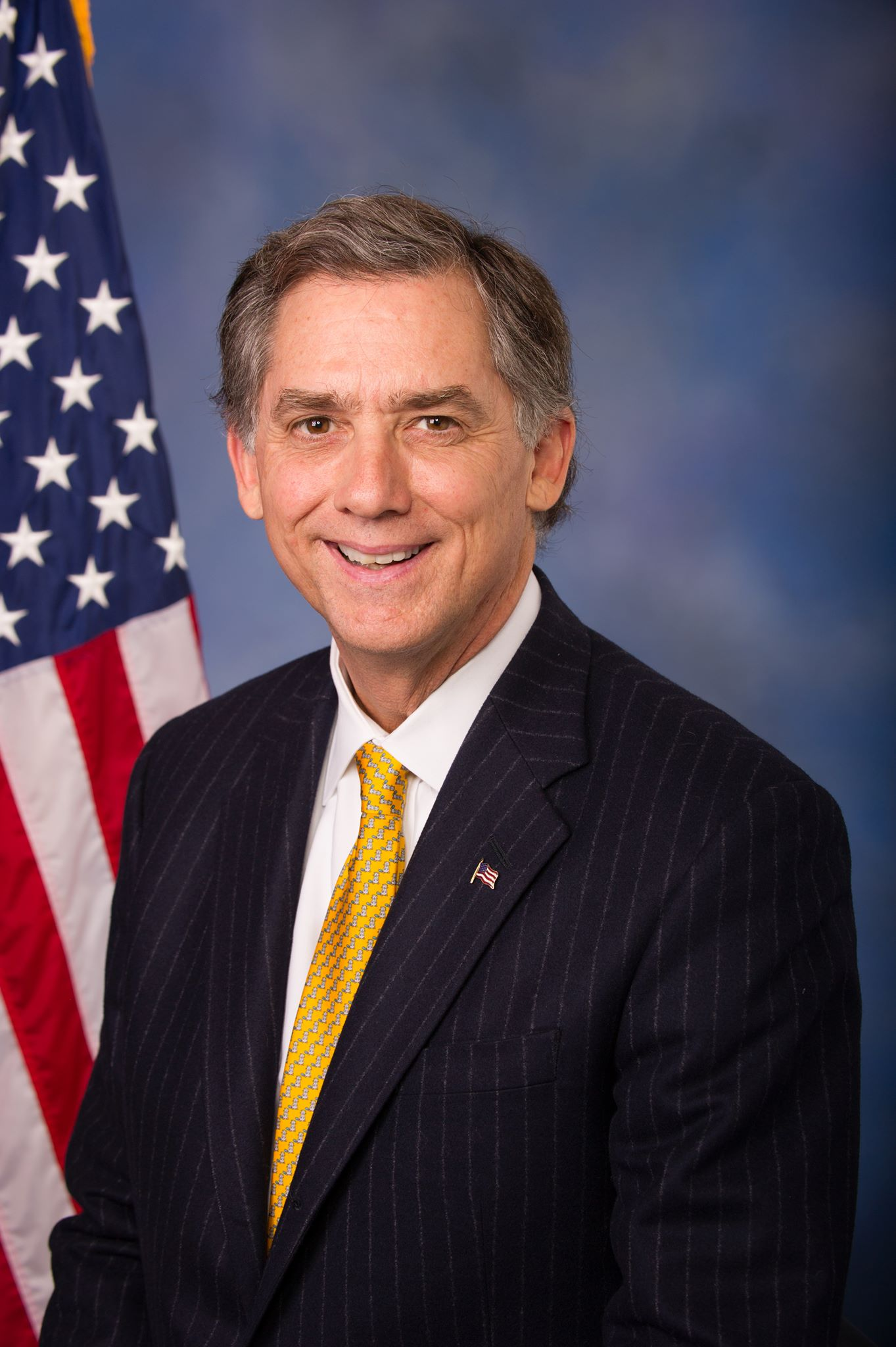
French Hill (2015)

James French Hill (* 5. Dezember 1956 in Little Rock, Arkansas) ist ein US-amerikanischer Politiker der Republikanischen Partei. Seit 2015 vertritt er den Bundesstaat Arkansas im US-Repräsentantenhaus.

## Werdegang
French Hill absolvierte 1975 die Little Rock Catholic High School. Anschließend studierte er bis 1976 an der Vanderbilt University in Nashville. Danach war er als Bankier und Geschäftsmann tätig. Er gründete die Delta Trust and Banking Corporation in Little Rock, deren Vorstandsvorsitzender er bis 2014 war. Zwischen 1982 und 1984 war er administratives Mitglied eines Kongressausschusses (Committee on Banking, House & Urban Affairs). Von 1989 bis 1991 fungierte er als Abteilungsleiter (Deputy Assistant) im US-Finanzministerium. Anschließend war er bis 1993 einer der Berater des Präsidenten und geschäftsführender Sekretär des Rats für Wirtschaftspolitik (Executive Secretary of Economic Policy Council). 2008 war er Berater von Gouverneur Mike Huckabee.
Bei der Wahl 2014 wurde Hill im zweiten Kongresswahlbezirk von Arkansas in das US-Repräsentantenhaus in Washington, D.C. gewählt, wo er am 3. Januar 2015 die Nachfolge von Tim Griffin antrat, der nicht mehr kandidiert hatte und neuer Vizegouverneur von Arkansas wurde. Er wurde bei den Wahlen 2016 bis 2024 bestätigt und gehört dem 119. Kongress der Vereinigten Staaten an. Die Legislaturperiode läuft bis zum 3. Januar 2027.